# Luiz Henrique (futebolista, 1998)
Luiz Henrique dos Santos Júnior, mais conhecido como Luiz Henrique (Salvador, 17 de janeiro de 1998) é um futebolista brasileiro que atua como lateral-esquerdo. Atualmente joga pelo Brusque.

## Carreira

### Antecedentes
Natural de Salvador, Bahia, Luiz Henrique teve toda sua formação nas categorias de base do Grêmio, onde ficou dos 10 aos 20 anos de idade. Durante a sua formação, em 2017, foi emprestado ao Guarani de Venâncio Aires para a disputa da Divisão de Acesso, aonde jogou apenas uma partida e não recebeu mais oportunidades.
Em 2019, após terminar seu processo de formação nas categorias de base do Grêmio, Luiz Henrique se transferiu para o Cruzeiro de Cachoeirinha, atuando em 13 partidas da Divisão de Acesso e marcando nenhum gol.

### Juventus de Jaraguá
Em 3 de maio de 2019, foi oficializada a contratação de Luiz Henrique pelo Juventus de Jaraguá. Jogando todas as partidas pela Série B do Campeonato Catarinense, fez 16 jogos e marcou um gol.

### Brusque
No dia 29 de agosto de 2019, foi anunciado o empréstimo de Luiz Henrique ao Brusque, para a disputa da Copa Santa Catarina de 2019. Pelo clube, disputou apenas 5 jogos e marcou nenhum gol.

### Retorno ao Juventus de Jaraguá
Após receber poucas oportunidades no Brusque, em 2020, Luiz Henrique retornou ao Juventus de Jaraguá. Seu primeiro jogo após o seu retorno aconteceu em 23 de janeiro, entrando como titular em um empate fora de casa por 0 a 0 com o Figueirense, pelo Campeonato Catarinense de 2020. Na mesma temporada, foi titular absoluto no Campeonato Catarinense, aonde sua equipe fez uma boa campanha até chegar às semifinais, quando foi eliminado pro Brusque.
Na sua segunda passagem pelo Juventus de Jaraguá, fez 12 partidas e marcou nenhum gol.

### Atlético Goianiense
Em 25 de agosto de 2020, Luiz Henrique foi emprestado ao Atlético Goianiense, por um contrato até o final da temporada. Mas, atuou em nenhuma partida e foi liberado pelo clube no dia 2 de outubro.

### Mirassol
No dia 2 de outubro de 2020, após ser dispensado pelo Atlético Goianiense, Luiz Henrique foi emprestado ao Mirassol até o final da temporada. A chegada do jogador veio com o objetivo de suprir a ausência do lateral-esquerdo Moraes, que precisou operar o menisco do joelho e ficou por meses longe dos gramados. Sua estreia aconteceu em 4 de outubro, entrando como substituto em um empate fora de casa por 0 a 0 com o FC Cascavel, pela Série D de 2020.
Pelo Mirassol, fez 17 jogos e marcou nenhum gol, além de ter participado da campanha que levou à conquista da Série D de 2020.

### Londrina
Em 8 de fevereiro de 2021, Luiz Henrique foi emprestado ao Londrina, por um contrato até o final da temporada. Sua estreia aconteceu no dia 11 de março, entrando como titular durante um empate em casa por 1 a 1 com o Maringá, pelo Campeonato Paranaense de 2021. Seu primeiro gol pelo clube aconteceu em 12 de maio, em uma vitória fora de casa por 2 a 1 sobre o Athletico Paranaense.
Pelo Londrina, fez 41 jogos e marcou 3 gols.

### Bahia
No dia 18 de dezembro de 2021, foi oficializada a contratação de Luiz Henrique pelo Bahia, por um empréstimo até o final da temporada. O atleta chegou ao clube para reforçar o setor da lateral-esquerda, já que Juninho Capixaba não teve o empréstimo renovado e retornou para o Grêmio, sendo o primeiro reforço anunciado após o rebaixamento do clube à Série B de 2022.

## Estilo de jogo
Luiz Henrique é lateral-esquerdo de origem, mas por conta das suas habilidades ofensivas, pode jogar em uma linha mais avançada de jogadores, como um ponta-esquerda.

## Estatísticas
Atualizado até 17 de fevereiro de 2022.

### Clubes
| Equipe              | Temporada         | Campeonato nacional | Campeonato nacional | Campeonato nacional | Copa nacional[a] | Copa nacional[a] | Copa nacional[a] | Competições continentais[b] | Competições continentais[b] | Competições continentais[b] | Outros torneios[c] | Outros torneios[c] | Outros torneios[c] | Total | Total | Total   |
| Equipe              | Temporada         | Jogos               | Gols                | Assist.             | Jogos            | Gols             | Assist.          | Jogos                       | Gols                        | Assist.                     | Jogos              | Gols               | Assist.            | Jogos | Gols  | Assist. |
| ------------------- | ----------------- | ------------------- | ------------------- | ------------------- | ---------------- | ---------------- | ---------------- | --------------------------- | --------------------------- | --------------------------- | ------------------ | ------------------ | ------------------ | ----- | ----- | ------- |
| Grêmio              | 2017              | 0                   | 0                   | 0                   | 0                | 0                | 0                | 0                           | 0                           | 0                           | 0                  | 0                  | 0                  | 0     | 0     | 0       |
| Grêmio              | 2018              | 0                   | 0                   | 0                   | 0                | 0                | 0                | 0                           | 0                           | 0                           | 12                 | 0                  | 0                  | 12    | 0     | 0       |
| Grêmio              | Total             | 0                   | 0                   | 0                   | 0                | 0                | 0                | 0                           | 0                           | 0                           | 12                 | 0                  | 0                  | 12    | 0     | 0       |
| Guarani-VA          | 2017              | —                   | —                   | —                   | —                | —                | —                | —                           | —                           | —                           | 1                  | 0                  | 0                  | 1     | 0     | 0       |
| Guarani-VA          | Total             | 0                   | 0                   | 0                   | 0                | 0                | 0                | 0                           | 0                           | 0                           | 1                  | 0                  | 0                  | 1     | 0     | 0       |
| Cruzeiro-RS         | 2019              | —                   | —                   | —                   | —                | —                | —                | —                           | —                           | —                           | 13                 | 0                  | 0                  | 13    | 0     | 0       |
| Cruzeiro-RS         | Total             | 0                   | 0                   | 0                   | 0                | 0                | 0                | 0                           | 0                           | 0                           | 13                 | 0                  | 0                  | 13    | 0     | 0       |
| Juventus de Jaraguá | 2019              | —                   | —                   | —                   | —                | —                | —                | —                           | —                           | —                           | 16                 | 1                  | 0                  | 16    | 1     | 0       |
| Juventus de Jaraguá | 2020              | —                   | —                   | —                   | —                | —                | —                | —                           | —                           | —                           | 12                 | 0                  | 0                  | 12    | 0     | 0       |
| Juventus de Jaraguá | Total             | 0                   | 0                   | 0                   | 0                | 0                | 0                | 0                           | 0                           | 0                           | 28                 | 1                  | 0                  | 28    | 1     | 0       |
| Brusque             | 2019              | —                   | —                   | —                   | —                | —                | —                | —                           | —                           | —                           | 5                  | 0                  | 1                  | 5     | 0     | 1       |
| Brusque             | Total             | 0                   | 0                   | 0                   | 0                | 0                | 0                | 0                           | 0                           | 0                           | 5                  | 0                  | 1                  | 5     | 0     | 1       |
| Atlético Goianiense | 2020              | 0                   | 0                   | 0                   | 0                | 0                | 0                | —                           | —                           | —                           | 0                  | 0                  | 0                  | 0     | 0     | 0       |
| Atlético Goianiense | Total             | 0                   | 0                   | 0                   | 0                | 0                | 0                | 0                           | 0                           | 0                           | 0                  | 0                  | 0                  | 0     | 0     | 0       |
| Mirassol            | 2020              | 17                  | 0                   | 0                   | —                | —                | —                | —                           | —                           | —                           | —                  | —                  | —                  | 17    | 0     | 0       |
| Mirassol            | Total             | 17                  | 0                   | 0                   | 0                | 0                | 0                | 0                           | 0                           | 0                           | 0                  | 0                  | 0                  | 17    | 0     | 0       |
| Londrina            | 2021              | 27                  | 2                   | 2                   | —                | —                | —                | —                           | —                           | —                           | 14                 | 1                  | 0                  | 41    | 3     | 2       |
| Londrina            | Total             | 27                  | 2                   | 2                   | 0                | 0                | 0                | 0                           | 0                           | 0                           | 14                 | 1                  | 0                  | 41    | 3     | 2       |
| Bahia               | 2022              | 0                   | 0                   | 0                   | 0                | 0                | 0                | —                           | —                           | —                           | 8                  | 0                  | 1                  | 8     | 0     | 1       |
| Bahia               | Total             | 0                   | 0                   | 0                   | 0                | 0                | 0                | 0                           | 0                           | 0                           | 8                  | 0                  | 1                  | 8     | 0     | 1       |
| Total na carreira   | Total na carreira | 44                  | 2                   | 2                   | 0                | 0                | 0                | 0                           | 0                           | 0                           | 81                 | 2                  | 2                  | 125   | 4     | 4       |

- a. ^ Jogos da Copa do Brasil
- b. ^ Jogos da Copa Libertadores da América
- c. ^ Jogos do Campeonato Gaúcho (Série A e Divisão de Acesso), Copa FGF, Campeonato Catarinense (Série A e Série B), Copa Santa Catarina, Campeonato Goiano, Campeonato Paranaense, Campeonato Baiano e Copa do Nordeste

## Títulos
Brusque
- Copa Santa Catarina: 2019

Mirassol
- Campeonato Brasileiro - Série D: 2020

Londrina
- Campeonato Paranaense: 2021